# 세라 셱터
세라 셱터(영어: Sarah Schechter, 1976년 ~ )는 미국의 방송 프로듀서이다. 그레그 벌랜티의 벌랜티 프로덕션의 공동대표로, 다수의 DC 코믹스 원작 드라마를 제작했다. 보스턴 출신으로, 아버지는 마찬가지로 방송 제작자인 대니 셱터이다.